# Vagli Sotto
Vagli Sotto est une commune italienne de la province de Lucques, dans la région Toscane.

## Administration
| Période                                  | Période | Identité | Étiquette | Qualité |
| ---------------------------------------- | ------- | -------- | --------- | ------- |
|                                          |         |          |           |         |
| Les données manquantes sont à compléter. |         |          |           |         |

### Hameaux
Roggio, Vagli Sopra

### Communes limitrophes
Camporgiano, Careggine, Massa, Minucciano, Stazzema.